# Brunesa

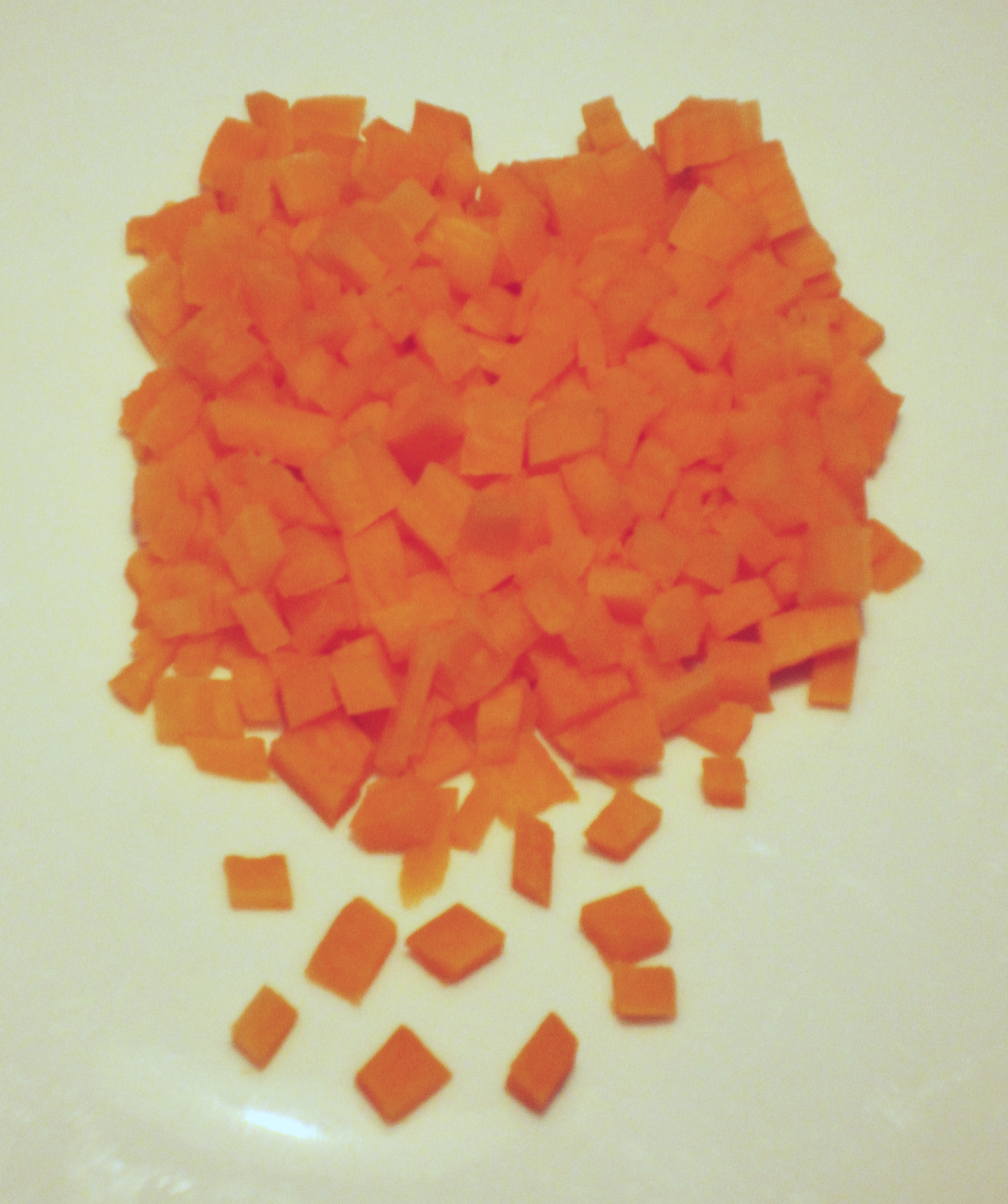
Cenouras cortadas em brunesa

Brunesa (do francês brunoise) é um tipo de corte de vegetais crus, concebido pela culinária francesa, que consiste em seccionar legumes ou frutas aos cubos, de 2 a 3 milímetros de altura, comprimento e largura, sobre uma tábua de cortar.
O corte em brunesa assemelha-se aos cortes em macedónia e em jardineira, visto que neles também se corta aos cubos. No entanto, tanto no corte em macedónia, como no corte em jardineira, os cubos são maiores.
A brunesa pode fazer-se com uma enorme variedade de verduras como a cenoura, a cebola, o alho, o nabo, o pimento etc. O corte brunesa utiliza-se tanto para preparados culinários em que os vegetais cortados estarão visíveis (como elemento decorativo do empratamento ou numa salada) assim como em molhos ou recheios. 
Quando os vegetais em brunesa são usados em cru, normalmente são branqueados, passando-os por água fervente com um pouco de sal e, logo a seguir por água fria.

## Técnica de corte
Começa-se por um corte em juliana (em palitos ou lâminas finas) e depois cortam-se transversalmente os pedaços.  